# Terremoto de Sullana de 2021
El terremoto de Sullana de 2021 fue un movimiento telúrico de magnitud 6.1 que ocurrió el 30 de julio de 2021 a las 12:10:18 (hora de Perú UTC-5) en departamento de Piura, Perú a 12 km al oeste de Sullana y 10 km del Salitral. El movimiento telúrico afecto también parte de Ecuador.
El fuerte temblor provocó desprendimientos en varias viviendas y edificios, entre ellos la fachada de la catedral de la ciudad de Piura. Asimismo, en zonas costeras como Colán, se generaron desprendimientos de tierra del cerro. La fuerte intensidad del sismo generó alarma en la población que salió a las calles en busca de lugar seguro debido al temor a réplicas. Sin embargo, se generaron solo 2 réplicas de las cuales fueron de magnitudes 3.9 ML y 4.4 ML.. La marina de guerra descartó alerta de tsunami en el litoral peruano.

## Reacciones
El día del sismo, el presidente del Perú, Pedro Castillo, se encontraba presenciando, junto a otras 60 autoridades invitadas, del tradicional desfile cívico militar por fiestas patrias en el Cuartel General del Ejército, ubicado en el distrito de San Borja (Lima). Tras recibir la noticia, Castillo optó por retirarse del evento para viajar de inmediato a Sullana. Acompañado de su primer ministro, Guido Bellido, y del ministro de Defensa, Walter Ayala, Castillo inspeccionó los lugares afectados por el sismo y se reunió con las autoridades locales para evaluar los daños y disponer medidas para ayudar a la población afectada.
Edwar Saldaña Sánchez, alcalde de la Municipalidad Provincial de Sullana, dijo que el presidente Castillo se comprometió a volver el miércoles 11 de agosto para "hacerle llegar no solo las evaluaciones de los daños en la propiedad privada, sino también en la pública".

## Intensidad del sismo
Durante el sismo, se sintió en Sullana y Piura con intensidad VIII Mercalli; en Talara, Paita, Tumbes y Chiclayo con intensidad V-VI Mercalli y en Cajamarca, Trujillo, y sur de Ecuador como provincias de Loja, Quito y Guayaquil con intensidad IV-V Mercalli.